# Village People (album)
Albums de Village People
Macho Man
(1978)
Singles
1. San Francisco (You've Got Me)
Sortie : 1977
2. Village People
Sortie : 1977

Village People est le premier album du groupe américain Village People. Il est sorti en juillet 1977 sur le label Casablanca Records.
Aux États-Unis, l'album a débuté à la 195e place du classement des albums de Billboard la semaine du 1er octobre 1977 et a atteint la 54e place en avril—mai de l'année suivante (pour deux semaines, celle du 29 avril et celle du 6 mai,, c'était dans le sillage du succès du deuxième album du groupe, Macho Man, sorti en février).

## Liste des pistes
| 1.    | San Francisco (You've Got Me)      | 5:19 |
| 2.    | In Hollywood (Everybody Is a Star) | 5:27 |
| 3.    | Fire Island                        | 5:49 |
| 4.    | Village People                     | 5:41 |
| 22:16 |                                    |      |